# Agenția Română de Salvare a Vieții Omenești pe Mare
Agenția Română de Salvare a Vieții Omenești pe Mare (ARSVOM)  este instituție publică cu personalitate juridică, înființată în anul 2004 și funcționează în subordinea Ministerului Transporturilor și Infrastructurii.
ARSVOM este organul tehnic de specialitate din subordinea Ministerului Transporturilor, prin care asigură activitatea de căutare și salvare a vieții omenești pe mare și intervenții în caz de poluare.

## Activități
- efectuarea operațiunilor de căutare, asistență și salvare pe mare
- dezeșuarea, ranfluarea navelor și epavelor
- lucrări de scafandrerie
- remorcaje de nave
- lucrări la nave
- stingerea incendiilor la bordul navelor
- spargerea gheții în porturi și pe căile navigabile.

## Nave din dotare
ARSVOM are în dotare mai multe nave pentru salvare, căutare și operațiuni de depoluare:
- remorchere maritime: Hercules
- șalupe de servitute: Jupiter, Saturn, Sorana 1, Sorana 2, Sorana 3
- șalupe de căutare și salvare: Opal SAR, Căutare și salvare, Albatros
- șalupe de intervenție: Cristal, Safir, Rubin